# 堀河屋野村
堀河屋野村（ほりかわやのむら）は、和歌山県御坊市薗にある、醤油・味噌製造メーカー。
「三ツ星醤油」、徑山寺（きんざんじ）味噌を作る和歌山県下最古の醸造蔵である。
店舗を構える堀河屋野村店舗兼主屋と第一仕込蔵、第二仕込蔵、作業蔵、土蔵の5棟は、2014年に国の登録有形文化財（建造物）に登録されている。

## 沿革
1688年、紀伊国御坊で、廻船問屋として創業する。堀河屋野村を代々経営する野村太兵衛家は、古くは御坊市の名の由縁となった本願寺日高別院の建立に関わったとされ、山林業を本業としていた堀河屋八左衛門の三男太兵衛を初代とする（山林業の堀河屋林業も御坊市に続いている）。
1756年、当時の当主が由良港から江戸に向かった際に難破、択捉島に漂着ののち、出港から約11か月をかけて自宅に戻る出来事があった。この一件で廻船問屋業をやめ、江戸への謝礼品として手がけていた醤油・味噌製造を本業とすることになった。
1895年に内国勧業博覧会で表彰を受ける。
2015年に「世界にまだ知られていない、日本が誇るべきすぐれた地方産品”を発掘し海外に広く伝えていく」ことを目的に経済産業省の補助事業として発足した「The wonder 500」の認定商材として、「三ツ星醤油」が選定された。